# 長野県道343号村山小布施停車場線
長野県道343号村山小布施停車場線（ながのけんどう343ごう むらやまおぶせていしゃじょうせん）は、長野県須坂市の国道406号・長野県道347号村山綿内停車場線交点と上高井郡小布施町の長野電鉄長野線小布施駅を結ぶ一般県道。

## 概要
ほぼ全線で千曲川および上信越自動車道と並走しており、特に小布施町内では上信越自動車道の側道となっている。混雑する須坂市中心部・小布施町中心部を通過している国道403号を迂回するバイパスとして機能している。
須坂市の西端の長野電鉄村山駅付近（国道406号交点）を起点とし、村山町・相之島町の集落内を抜けて北上する。松川を越えて小布施町に入り、道の駅オアシスおぶせ（小布施ハイウェイオアシス）を過ぎると上信越自動車道の側道となる。
小布施橋東交差点で長野県道66号豊野南志賀公園線（親木通り）と交差する。本路線の終点である長野電鉄小布施駅はここから1 kmほど東方に位置するが、ここではそちらに向かわずそのまま3 kmほど北上を続ける。この区間は、もともとは県道66号（親木通り）に重複して小布施駅に向かっていたところ、山王島 - 松川バイパスの開通に伴い親木通りが県道66号の指定を外れたことに伴い、本路線も経路を変更したものである。
中野市境の手前である深沢川橋交差点で上信越自動車道から離れ東進し、矢島沖交差点で国道403号に合流すると同国道に重複し2.6 kmほど南下して小布施町中心部に舞い戻る。栗菓子店が立ち並ぶ中町南交差点で国道403号と別れ500 mほど西進し、長野電鉄小布施駅前で終点となる。

### 路線データ
- 起点：須坂市大字村山（村山町交差点＝国道406号・長野県道347号村山綿内停車場線交点）
- 終点：上高井郡小布施町大字小布施（長野電鉄長野線小布施駅）
- 延長：7.3 km
  - 実延長：7.2 km

## 沿革
- 2007年（平成19年）10月1日 - 区域変更。小布施橋東交差点から親木通りを経て終点（小布施駅）に直行していた区間（L=1.39 km）を、深沢川橋交差点・矢島沖交差点を経て大きく北回りする経路（L=5.93 km）に変更[1]。

## 別名

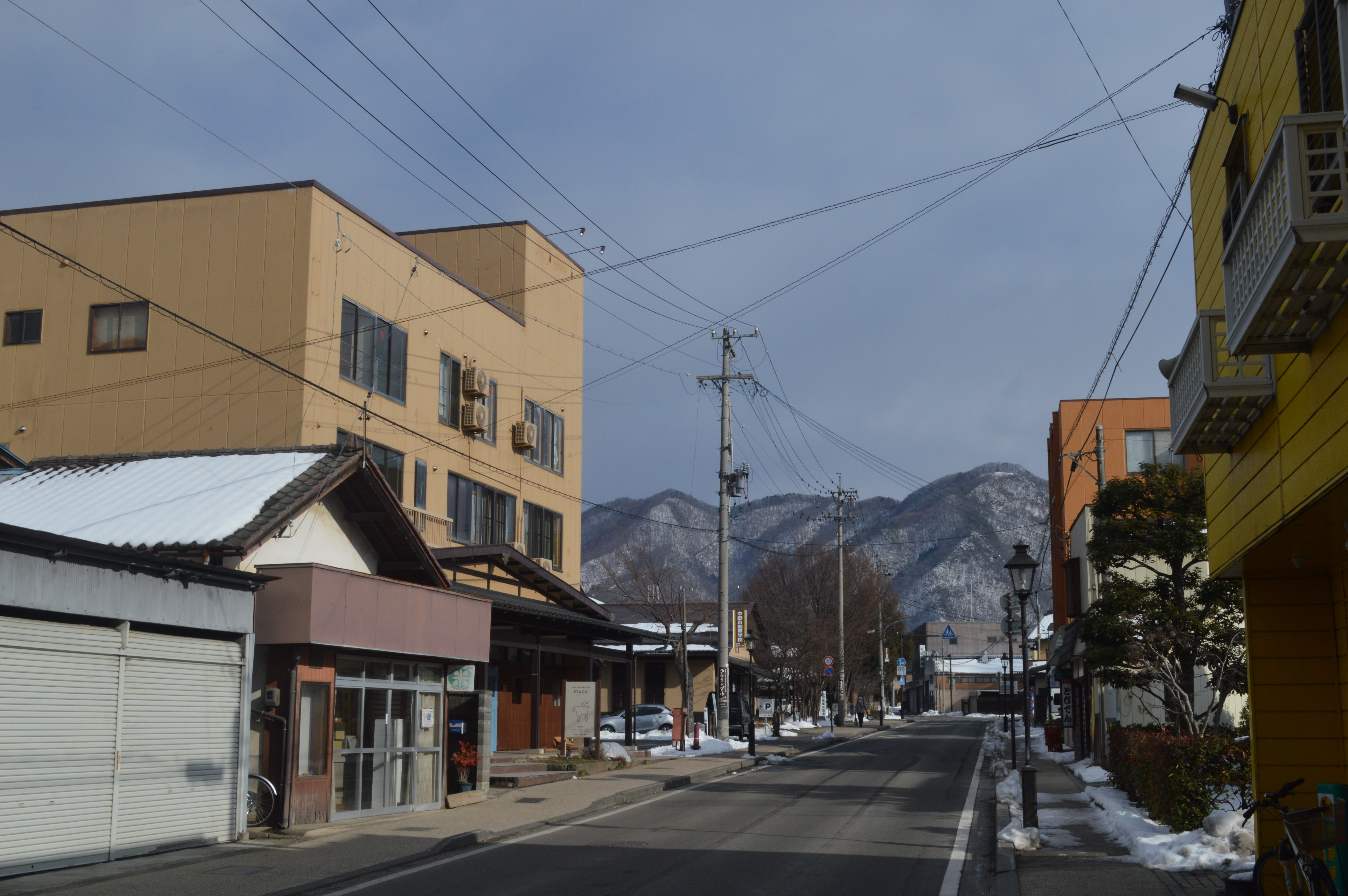
駅前神宮通り

- 谷街道（矢島沖交差点 - 中町南交差点） - ※国道403号重複区間
- 駅前神宮通り（中町南交差点 - 小布施駅）

## 道路施設

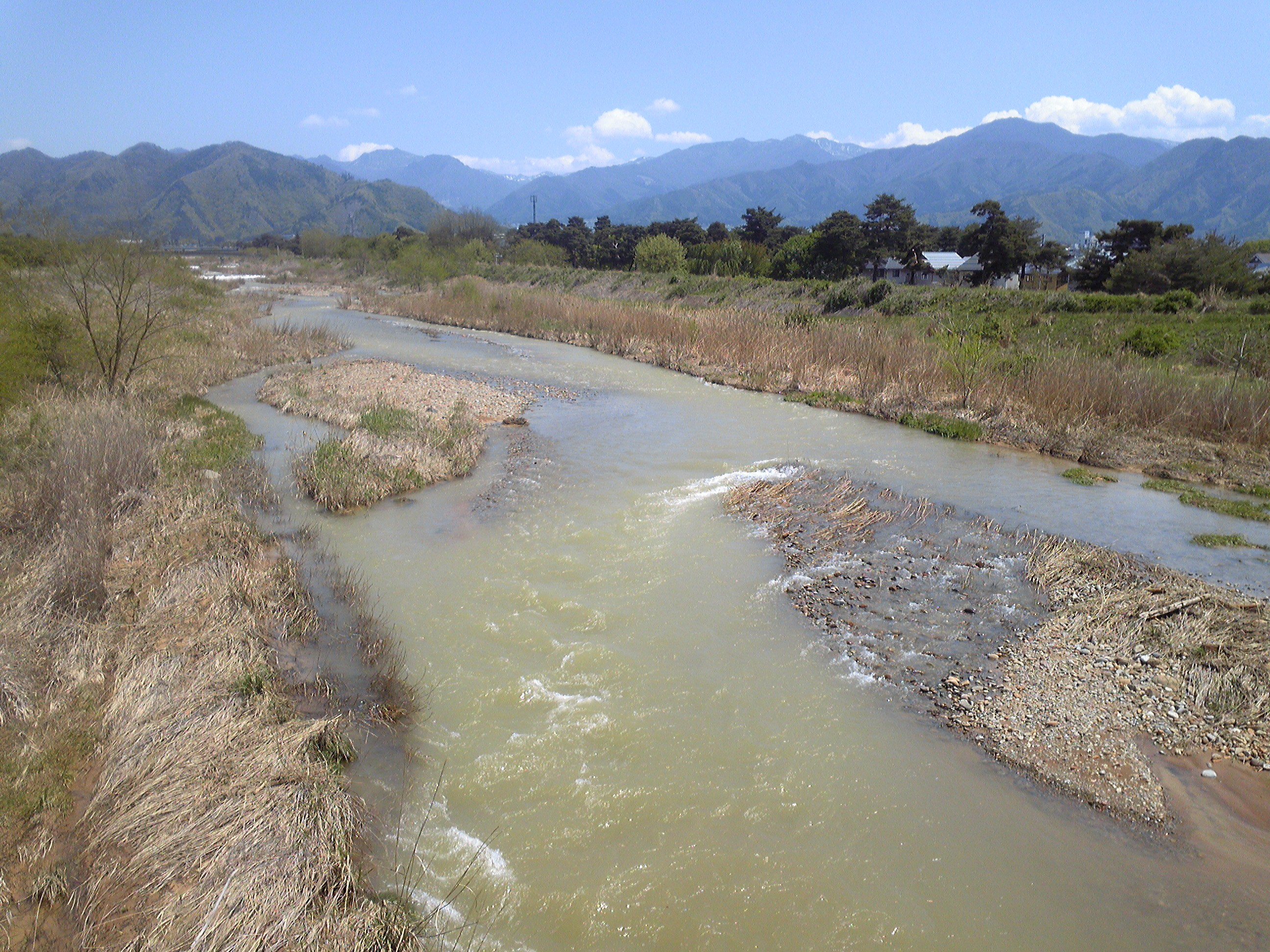
大豊橋から松川を望む

- 伊勢屋踏切道（いせや-＝須坂市村山町）
長野電鉄長野線の踏切（第1種甲）。起点である村山町交差点に至近であるため、右折車線を含め3車線ある広幅員の踏切道である。
- 八木沢橋（やぎさわ-＝須坂市小島町）
  - 延長 - 33.1 m
  - 幅員 - 10.0 m（車道2車線・両側歩道）

八木沢川に架かる橋梁。その上を上信越自動車道の高架が越える。
- 大豊橋（たいほう-＝須坂市豊島町 - 小布施町大島）
  - 延長 - 97.0 m
  - 幅員 - 12.0 m（車道2車線・両側歩道）

松川に架かる橋梁。
- 伊勢町跨線橋（いせまち-＝小布施町小布施）
  - 延長 - 12.5 m
  - 幅員 - 11.9 m（車道2車線・片側歩道）

国道403号重複区間にある、長野電鉄長野線を越える跨線橋。

## 重複区間
- 長野県道66号豊野南志賀公園線（小布施橋南交差点 - 小布施橋東交差点）
- 国道403号（矢島沖交差点 - 中町南交差点）

## 交差する道路
↑ 長野県道347号村山綿内停車場線
- 村山町交差点（須坂市村山町＝起点）
  - 国道406号
- 八木沢橋北詰（須坂市小島町）
  - 長野県道499号相之島高山線
- 大豊橋南詰（須坂市豊島町）
  - 長野県道352号新田春木線
- 小布施スマートIC（上高井郡小布施町大島）
  - 上信越自動車道
- 小布施橋南交差点（上高井郡小布施町山王島）
  - 長野県道66号豊野南志賀公園線 - ※重複区間ここから
- 小布施橋東交差点（上高井郡小布施町山王島）
  - 長野県道66号豊野南志賀公園線 - ※重複区間ここまで
  - 小布施町道（親木通り）
- 矢島沖交差点（上高井郡小布施町都住）
  - 国道403号（谷街道） - ※重複区間ここから
- 中町南交差点（上高井郡小布施町小布施）
  - 国道403号（谷街道） - ※重複区間ここまで

## 周辺
- 長野電鉄 村山駅

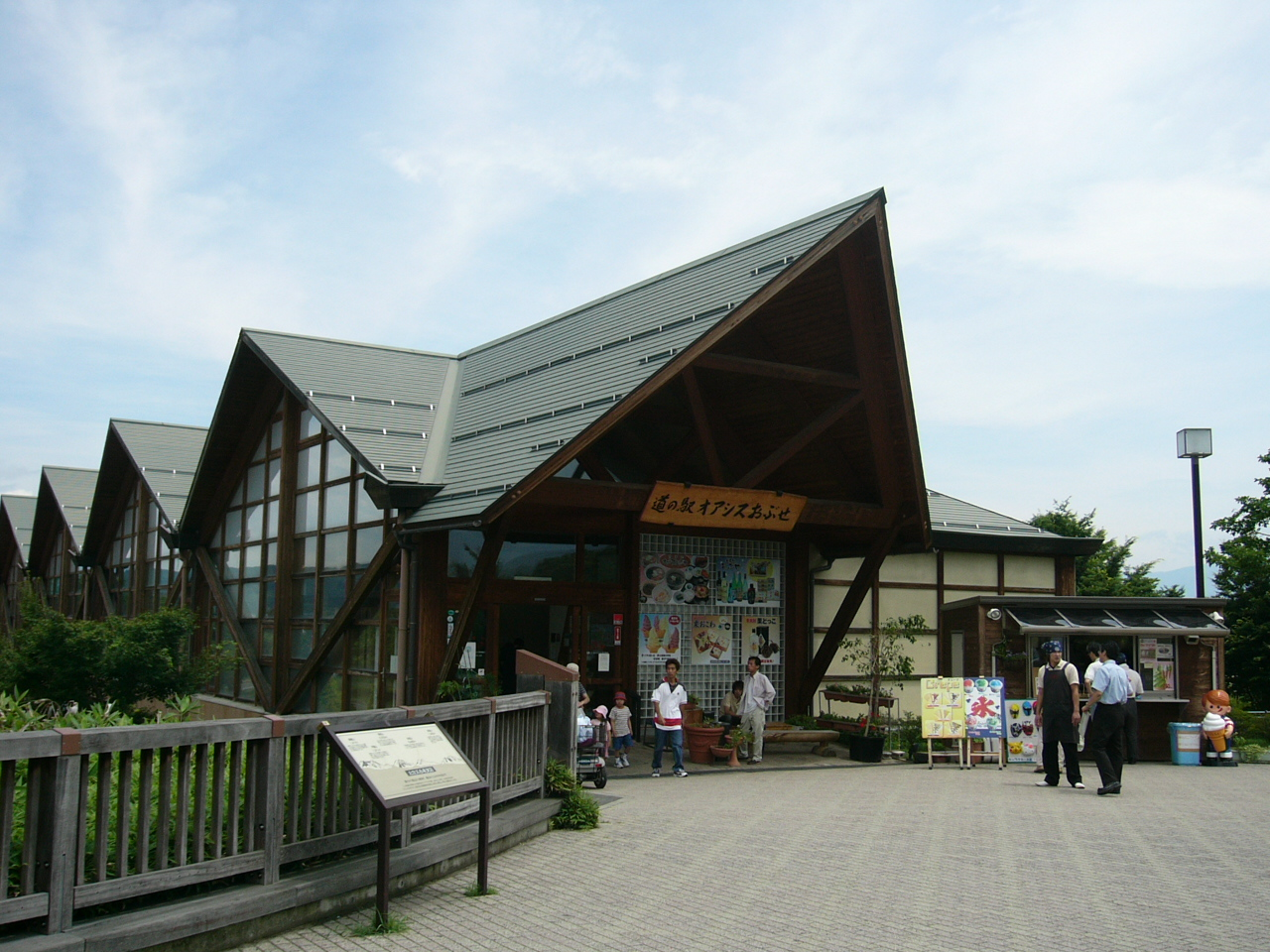
道の駅オアシスおぶせ

- 小布施ハイウェイオアシス（小布施総合公園）
  - 小布施パーキングエリア
  - 道の駅オアシスおぶせ
- 小布施町立栗ガ丘小学校
- 小布施町役場
- 長野電鉄 小布施駅